# Björn Bergmann Sigurðarson
Björn Bergmann Sigurðarson est un footballeur international islandais, né le 26 février 1991 à Akranes en Islande. Il évolue au poste d'avant-centre.

## Biographie

### En club
Le 1er février 2021, il s'engage en faveur du Molde FK, où il a avait déjà évolué en 2014 puis entre 2016 et 2018.

### En sélection
Le 6 septembre 2011, Björn Bergmann Sigurðarson honore sa première sélection avec l'équipe nationale d'Islande lors d'un match amical face à Chypre. Il entre en jeu à la place de Kolbeinn Sigþórsson et son équipe l'emporte par un but à zéro.
Il fait partie de la liste des 23 joueurs islandais sélectionnés pour disputer la Coupe du monde de 2018 en Russie. Il y jouera la totalité des matchs de poules face à l'Argentine, le Nigeria et la Croatie. Les Islandais sont éliminés dès la phase de groupes. 

## Statistiques

### En club
| Saison                | Club                    | Championnat           | Championnat | Championnat | Coupe nationale | Coupe nationale | Coupe de la Ligue | Coupe de la Ligue | Compétition(s) continentale(s) | Compétition(s) continentale(s) | Compétition(s) continentale(s) | Islande | Islande | Total | Total |
| Saison                | Club                    | Division              | M.          | B.          | M.              | B.              | M.                | B.                | Comp.                          | M.                             | B.                             | M.      | B.      | M.    | B.    |
| 2007                  | ÍA Akranes              | Úrvalsdeild           | 11          | 2           | 1               | 1               | 7                 | 2                 | -                              | -                              | -                              | -       | -       | 19    | 5     |
| 2008                  | ÍA Akranes              | Úrvalsdeild           | 19          | 4           | 1               | 0               | 3                 | 1                 | CU                             | 2                              | 1                              | -       | -       | 25    | 6     |
| Sous-total            | Sous-total              | Sous-total            | 30          | 6           | 2               | 0               | 10                | 3                 | -                              | 2                              | 1                              | -       | -       | 44    | 10    |
| 2009                  | Lillestrøm SK           | Tippeligaen           | 12          | 1           | -               | -               | -                 | -                 | -                              | -                              | -                              | -       | -       | 12    | 1     |
| 2010                  | Lillestrøm SK           | Tippeligaen           | 25          | 4           | 1               | 0               | -                 | -                 | -                              | -                              | -                              | -       | -       | 26    | 4     |
| 2011                  | Lillestrøm SK           | Tippeligaen           | 20          | 5           | 3               | 3               | -                 | -                 | -                              | -                              | -                              | 1       | 0       | 24    | 8     |
| 2012                  | Lillestrøm SK           | Tippeligaen           | 13          | 7           | 4               | 5               | -                 | -                 | -                              | -                              | -                              | -       | -       | 17    | 12    |
| Sous-total            | Sous-total              | Sous-total            | 70          | 17          | 8               | 8               | -                 | -                 | -                              | -                              | -                              | 1       | 0       | 79    | 25    |
| 2012-2013             | Wolverhampton Wanderers | Championship          | 37          | 5           | -               | -               | 2                 | 0                 | -                              | -                              | -                              | -       | -       | 39    | 5     |
| 2013-2014             | Wolverhampton Wanderers | League One            | 18          | 2           | 1               | 0               | 2                 | 0                 | -                              | -                              | -                              | -       | -       | 21    | 2     |
| 2015-2016             | Wolverhampton Wanderers | Championship          | 14          | 0           | 1               | 0               | -                 | -                 | -                              | -                              | -                              | -       | -       | 15    | 0     |
| Sous-total            | Sous-total              | Sous-total            | 69          | 7           | 2               | 0               | 4                 | 0                 | -                              | -                              | -                              | -       | -       | 75    | 7     |
| 2014                  | Molde FK (prêt)         | Tippeligaen           | 15          | 3           | 2               | 0               | -                 | -                 | -                              | -                              | -                              | -       | -       | 17    | 3     |
| Sous-total            | Sous-total              | Sous-total            | 15          | 3           | 2               | 0               | -                 | -                 | -                              | -                              | -                              | -       | -       | 17    | 3     |
| 2014-2015             | FC Copenhague (prêt)    | Superliga             | 14          | 1           | 3               | 1               | -                 | -                 | -                              | -                              | -                              | -       | -       | 17    | 2     |
| Sous-total            | Sous-total              | Sous-total            | 14          | 1           | 3               | 1               | -                 | -                 | -                              | -                              | -                              | -       | -       | 17    | 2     |
| 2016                  | Molde FK                | Tippeligaen           | 11          | 4           | -               | -               | -                 | -                 | -                              | -                              | -                              | 2       | 0       | 13    | 4     |
| 2017                  | Molde FK                | Eliteserien           | 27          | 16          | 3               | 1               | -                 | -                 | -                              | -                              | -                              | 6       | 1       | 36    | 18    |
| Sous-total            | Sous-total              | Sous-total            | 38          | 20          | 3               | 1               | -                 | -                 | -                              | -                              | -                              | 8       | 1       | 49    | 22    |
| 2017-2018             | FK Rostov               | Premier-Liga          | 6           | 1           | -               | -               | -                 | -                 | -                              | -                              | -                              | 7       | 0       | 13    | 1     |
| 2018-2019             | FK Rostov               | Premier-Liga          | 26          | 5           | -               | -               | -                 | -                 | -                              | -                              | -                              | 1       | 0       | 27    | 5     |
| 2019-2020             | FK Rostov               | Premier-Liga          | 6           | 2           | 1               | 0               | -                 | -                 | -                              | -                              | -                              | -       | -       | 7     | 2     |
| Sous-total            | Sous-total              | Sous-total            | 38          | 8           | 1               | 0               | -                 | -                 | -                              | -                              | -                              | 8       | 0       | 47    | 8     |
| 2019-2020             | APOEL Nicosie (prêt)    | Cyta Championship     | -           | -           | -               | -               | -                 | -                 | -                              | -                              | -                              | -       | -       | 0     | 0     |
| Sous-total            | Sous-total              | Sous-total            | -           | -           | -               | -               | -                 | -                 | -                              | -                              | -                              | -       | -       | 0     | 0     |
| 2020                  | Lillestrøm SK           | Eliteserien           | 7           | 1           | -               | -               | -                 | -                 | -                              | -                              | -                              | -       | -       | 7     | 1     |
| Sous-total            | Sous-total              | Sous-total            | 7           | 1           | -               | -               | -                 | -                 | -                              | -                              | -                              | -       | -       | 7     | 1     |
| 2021                  | Molde FK                | Eliteserien           | -           | -           | -               | -               | -                 | -                 | -                              | -                              | -                              | -       | -       | 0     | 0     |
| Sous-total            | Sous-total              | Sous-total            | -           | -           | -               | -               | -                 | -                 | -                              | -                              | -                              | -       | -       | 0     | 0     |
| Total sur la carrière | Total sur la carrière   | Total sur la carrière | 89          | 16          | 18              | 11              | -                 | -                 | -                              | -                              | -                              | 17      | 1       | 124   | 28    |

### Buts internationaux
| Buts internationaux de Björn Sigurðarson | Buts internationaux de Björn Sigurðarson                                                 | Buts internationaux de Björn Sigurðarson                                                 | Buts internationaux de Björn Sigurðarson                                                 | Buts internationaux de Björn Sigurðarson                                                 | Buts internationaux de Björn Sigurðarson                                                 | Buts internationaux de Björn Sigurðarson                                                 | Buts internationaux de Björn Sigurðarson                                                 | Buts internationaux de Björn Sigurðarson                                                 | Buts internationaux de Björn Sigurðarson                                                 |
| 00                                       | Date                                                                                     | Lieu                                                                                     | Compétition                                                                              | Résultat                                                                                 | Adversaire                                                                               | Détail                                                                                   | Détail                                                                                   | Détail                                                                                   | Sél.                                                                                     |
| ---------------------------------------- | ---------------------------------------------------------------------------------------- | ---------------------------------------------------------------------------------------- | ---------------------------------------------------------------------------------------- | ---------------------------------------------------------------------------------------- | ---------------------------------------------------------------------------------------- | ---------------------------------------------------------------------------------------- | ---------------------------------------------------------------------------------------- | ---------------------------------------------------------------------------------------- | ---------------------------------------------------------------------------------------- |
| 1                                        | 24 mars 2017                                                                             | Stade Loro-Boriçi, Shkodër, Albanie                                                      | Qualifications à la Coupe du monde 2018                                                  | 1 - 2                                                                                    | Kosovo                                                                                   | 25e                                                                                      | du pied droit                                                                            | 0-1                                                                                      | 6e                                                                                       |
| Total                                    | 1 buts (du pied droit) en 17 sélections entre le 6 septembre 2011 et le 8 septembre 2018 | 1 buts (du pied droit) en 17 sélections entre le 6 septembre 2011 et le 8 septembre 2018 | 1 buts (du pied droit) en 17 sélections entre le 6 septembre 2011 et le 8 septembre 2018 | 1 buts (du pied droit) en 17 sélections entre le 6 septembre 2011 et le 8 septembre 2018 | 1 buts (du pied droit) en 17 sélections entre le 6 septembre 2011 et le 8 septembre 2018 | 1 buts (du pied droit) en 17 sélections entre le 6 septembre 2011 et le 8 septembre 2018 | 1 buts (du pied droit) en 17 sélections entre le 6 septembre 2011 et le 8 septembre 2018 | 1 buts (du pied droit) en 17 sélections entre le 6 septembre 2011 et le 8 septembre 2018 | 1 buts (du pied droit) en 17 sélections entre le 6 septembre 2011 et le 8 septembre 2018 |

## Palmarès

### En club
- Molde FK
  - Champion de Norvège en 2014
  - Vainqueur de la Coupe de Norvège en 2014 (en)

- FC Copenhague
  - Vainqueur de la Coupe du Danemark en 2015

### Distinction personnelle
- Meilleur buteur du Molde FK en 2017 (en) (17 buts)